# Bällsta bro
Bällsta bro (en français : pont de Bällsta) est un pont routier et ferroviaire situé à  Stockholm et Sundbyberg en Suède. 

## Situation
Le pont Bällsta relie le centre de Sundbyberg dans la commune de Sundbyberg et Mariehäll à Västerort dans la commune de Stockholm. 
Le pont enjambe le ruisseau Bällstaån, qui forme la frontière entre les communes.

## Histoire
Un pont en bois a été construit dans la partie la plus étroite de la Bällstaviken en 1690, pour relier le palais de Drottningholm via Sundbyberg et Bromma au terminal des traversiers de Tyska botten. 
Après 1787, une nouvelle route fut mise en service, traversant les nouveaux ponts Tranebergsbron, Nockebybron et Drottningholmsbron.
Le pont actuel a été construit en 1936 et a été élargi lors d'une rénovation en 1958.
Un pont de tramway parallèle pour la ligne Tvärbanan a été construit sur le côté sud du pont Bällsta. 
Il a été mis en service en octobre 2013, lorsque l'arrêt Bällsta Bro a également été établi sur la culée est du pont du côté de Sundbyberg
En 2015, le nombre de passagers embarquant à cet arrêt est estimé à 1 200 lors d'une journée de semaine d'hiver moyenne.

## Galerie

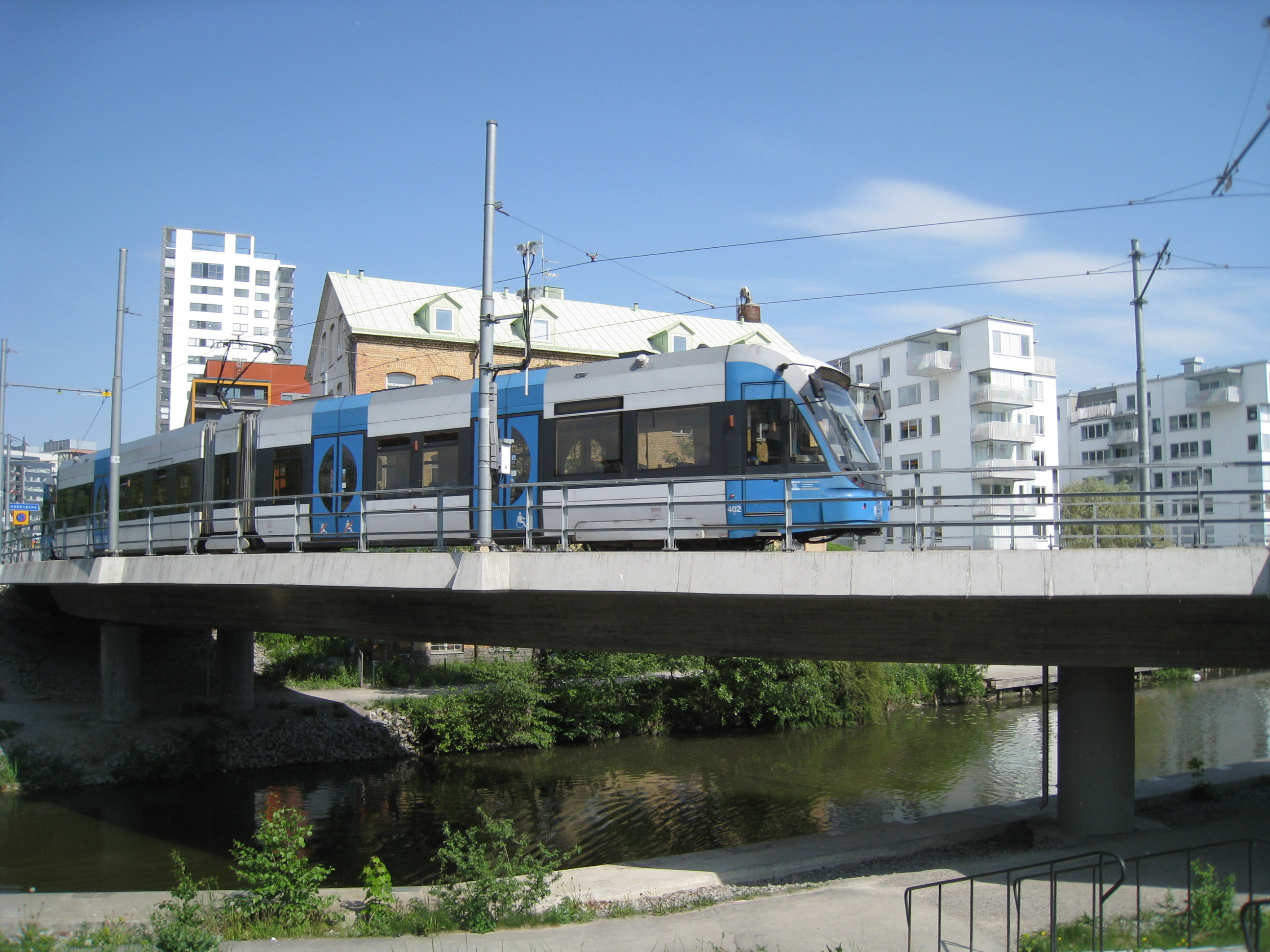
Bällsta bro et tvärspårvägen vus de Hamngatan.
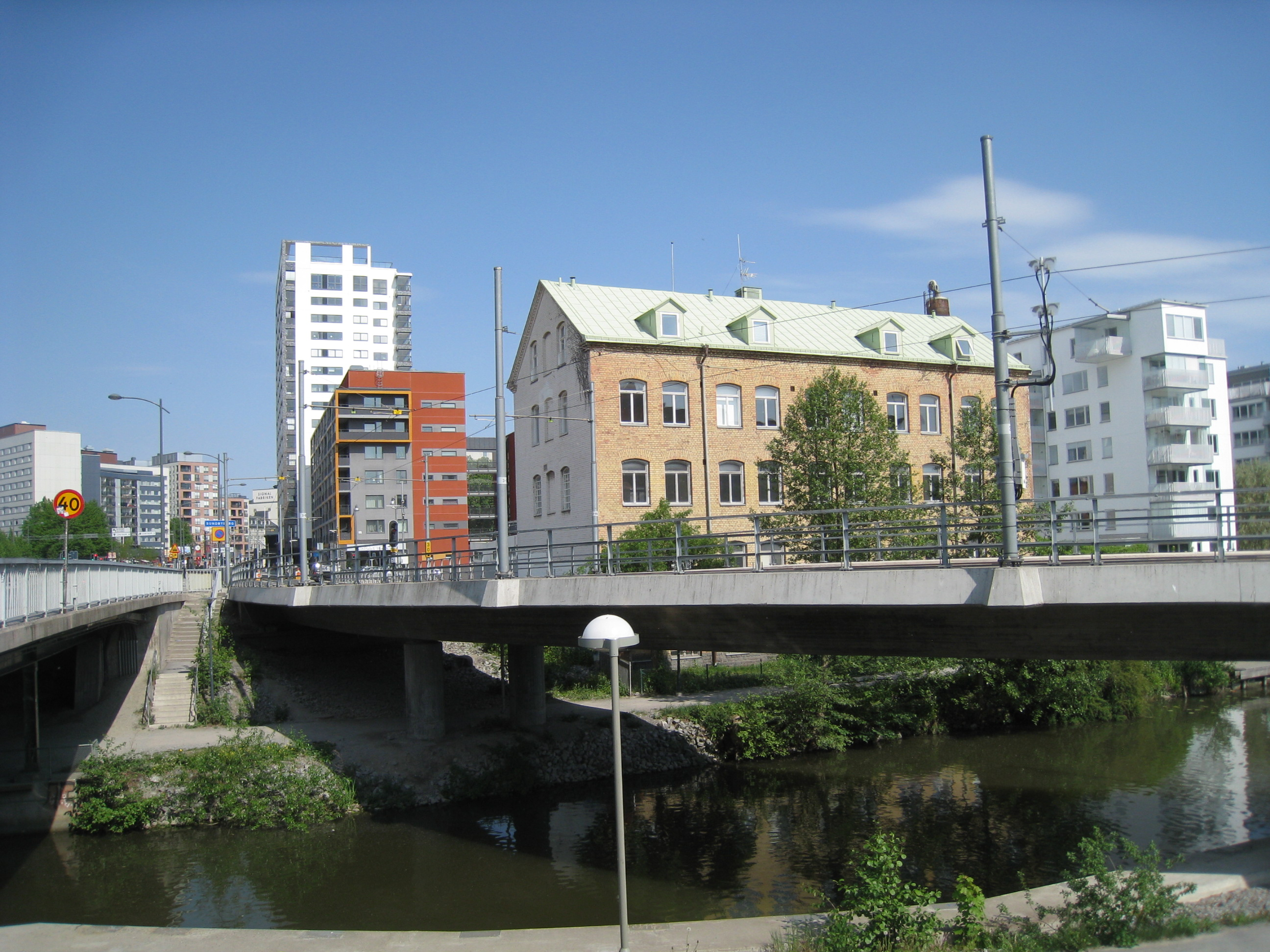
Bällsta bro et tvärspårvägen vus de Hamngatan 33.
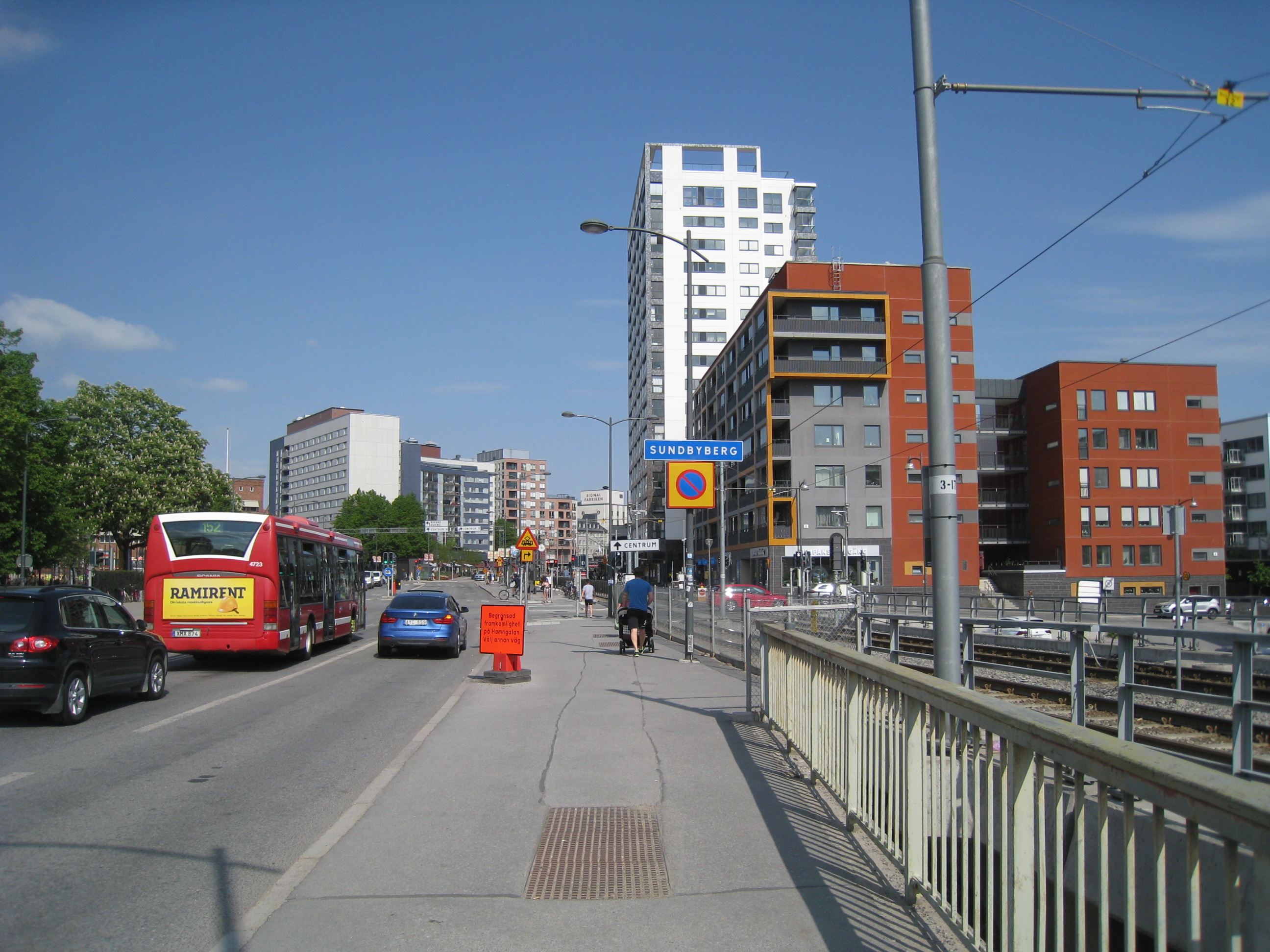
Bällsta bro vu de Landsvägen.